# Saracura (humorista)
Oscar Pereira Rodrigues, mais conhecido pelo pseudônimo Saracura, foi um humorista brasileiro, animador, apresentador de rádio e televisão, nascido em Santa Bárbara d'Oeste, interior do estado de São Paulo, em 12 de fevereiro de 1916. Filho de João Pereira Rodrigues e de VirgÍnia D'Ávila, iniciou sua carreira em 1948, apresentando programas sertanejos na Rádio Clube de Sando André. No cinema atuou em Sertão em Festa (1969) e No Rancho Fundo (1971). Durante vários anos fazia o quadro de humor com piadas sertanejas no extinto programa de música caipira da TV Record, Canta Viola, apresentado pelo Marechal da música sertaneja Geraldo Meireles. 
Saracura faleceu em 20 de outubro de 1999.